# Каркарашвілі Шалва Васильович
Шалва Васильович Каркарашвілі (1922, місто Тифліс, тепер Тбілісі, Грузія — листопад 1988, місто Тбілісі, тепер Грузія) — грузинський радянський державний діяч, голова Комісії партійного контролю при ЦК КП Грузії. Депутат Верховної ради Грузинської РСР, член Президії Верховної ради Грузинської РСР. Член ЦК КП Грузії в 1971—1988 роках, кандидат у члени Бюро ЦК КП Грузії з лютого 1973 до 1975 року.

## Життєпис
Народився в родині робітника. У 1941 році закінчив три курси механічного факультету Тбіліського інституту інженерів залізничного транспорту.
З 1941 року — в Червоній армії, учасник німецько-радянської війни. Служив командиром взводу, командиром роти, командиром взводу розвідки. Був тричі поранений.
Член ВКП(б) з 1945 року.
Після демобілізації, з 1950 року — на партійній роботі в Адігенському районному комітеті КП(б) Грузії; Тбіліському обласному комітеті КП Грузії, у відділі партійних органів ЦК КП Грузії.
Закінчив заочно Вищу партійну школу при ЦК КПРС, здобув вищу політичну освіту та спеціальність журналіста.
До 1961 року — завідувач відділу газети «Заря Востока» в Тбілісі.
У 1961—1968 роках — завідувач відділу пропаганди та агітації Тбіліського міського комітету КП Грузії; завідувач організаційного відділу Тбіліського міського комітету КП Грузії.
У 1968—1969 роках — секретар Тбіліського міського комітету КП Грузії.
У 1969—1973 роках — редактор газети ЦК КП Грузії «Заря Востока».
У лютому 1973 — 1975 року — завідувач відділу організаційно-партійної роботи ЦК КП Грузії.
У 1975 — листопаді 1988 року — голова Комісії партійного контролю при ЦК КП Грузії.
Помер у листопаді 1988 року в Тбілісі.

## Нагороди
- орден Вітчизняної війни І ст.
- два ордени Трудового Червоного Прапора
- орден Дружби народів
- орден «Знак Пошани»
- медалі
- Заслужений журналіст Грузинської РСР